# Daniel Ellison
Daniel Ellison (* 14. Februar 1886 in Russland; † 20. August 1960 in Baltimore, Maryland) war ein US-amerikanischer Politiker. Zwischen 1943 und 1945 vertrat er den Bundesstaat  Maryland im US-Repräsentantenhaus.

## Werdegang
Noch in seiner Kindheit kam Daniel Ellison aus seiner russischen Heimat nach Baltimore, wo er öffentliche Schulen besuchte. Danach studierte er bis 1907 an der Johns Hopkins University. Nach einem anschließenden Jurastudium an der University of Maryland und seiner 1909 erfolgten Zulassung als Rechtsanwalt begann er in Baltimore in diesem Beruf zu arbeiten. Gleichzeitig schlug er als Mitglied der Republikanischen Partei eine politische Laufbahn ein. Zwischen 1923 und 1942 gehörte er dem Stadtrat von Baltimore an.
Bei den Kongresswahlen des Jahres 1942 wurde Ellison im vierten Wahlbezirk von Maryland in das US-Repräsentantenhaus in Washington, D.C. gewählt, wo er am 3. Januar 1943 die Nachfolge von John Ambrose Meyer antrat. Da er im Jahr 1944 dem Demokraten George Hyde Fallon unterlag, konnte er bis zum 3. Januar 1945 nur eine Legislaturperiode im Kongress absolvieren. Diese war von den Ereignissen des Zweiten Weltkrieges geprägt. Nach dem Ende seiner Zeit im US-Repräsentantenhaus praktizierte Ellison wieder als Anwalt. Zwischen 1946 und 1950 saß er im Senat von Maryland. Er starb am 20. August 1960 in Baltimore.